# Prins der Nederlanden (schip)
Onder de naam Prins der Nederlanden voeren en varen een aantal van oorsprong Nederlandse schepen, waaronder een schip met:

## Bouwjaar 1826
Deze brik kreeg bij de tewaterlating bij Werf De Rave van Frans Baaij & Zoon in Amsterdam de naam De Prins der Nederlanden. Het zeilschip kreeg bij de verkoop steeds andere namen en is uiteindelijk op 2 december 1858 onder de naam Anna Louisa op reis van Newcastle naar Amsterdam onder kapitein K. Welger bij de Doggersbank gezonken, waarbij het volk werd gered.

## Bouwjaar 1902
Dit stoomschip werd door Blohm + Voss K.G.a.A. in Hamburg opgeleverd, bestemd voor het vervoer van passagiers en vracht voor de Koninklijke West-Indische Maildienst. Het werd op 21 maart 1918 in een Amerikaanse haven door de Amerikaanse regering op basis van jus angariae in beslag genomen en in 1919 weer aan de eigenaren teruggeven. Het werd in 1927 voor de sloop verkocht aan de N.V. Handelmaatschappij voorheen firma M. van Emden te Schiedam.

## Bouwjaar 1914

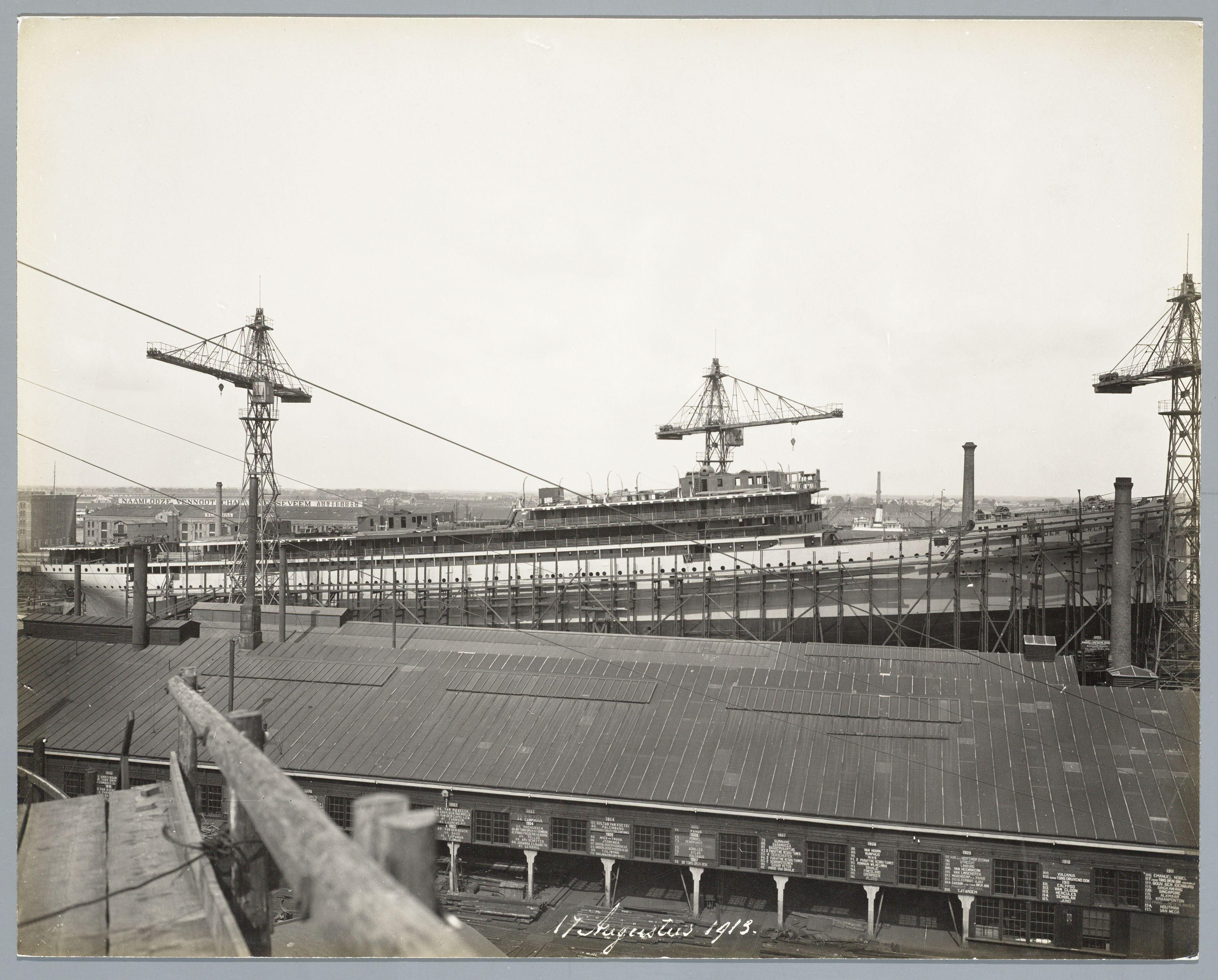
De Prins der Nederlanden nog op de helling

De N.V. Nederlandsche Scheepsbouw-Maatschappij, Amsterdam leverde dit schip aan de Stoomvaart-Maatschappij Nederland, ook voor het vervoer van passagiers en vracht. Na verloop van tijd kon het niet meer meekomen en werd het opgelegd in Amsterdam. Vanaf pakweg 1933 heeft het nog enige tijd gefungeerd als oefenschip voor de Gemeentelijke Brandweer in Amsterdam. Het werd in 1935 naar Italië verkocht, waar het in de Tweede Wereldoorlog fungeerde als troepen- en hospitaalschip. Het zonk in 1943 door een Duits bombardement in Marseille, werd gelicht en in 1944 als versperring van de haven van Marseille opnieuw tot zinken gebracht. Weer gelicht in 1946 en in 1947 gesloopt.

## Bouwjaar 1957

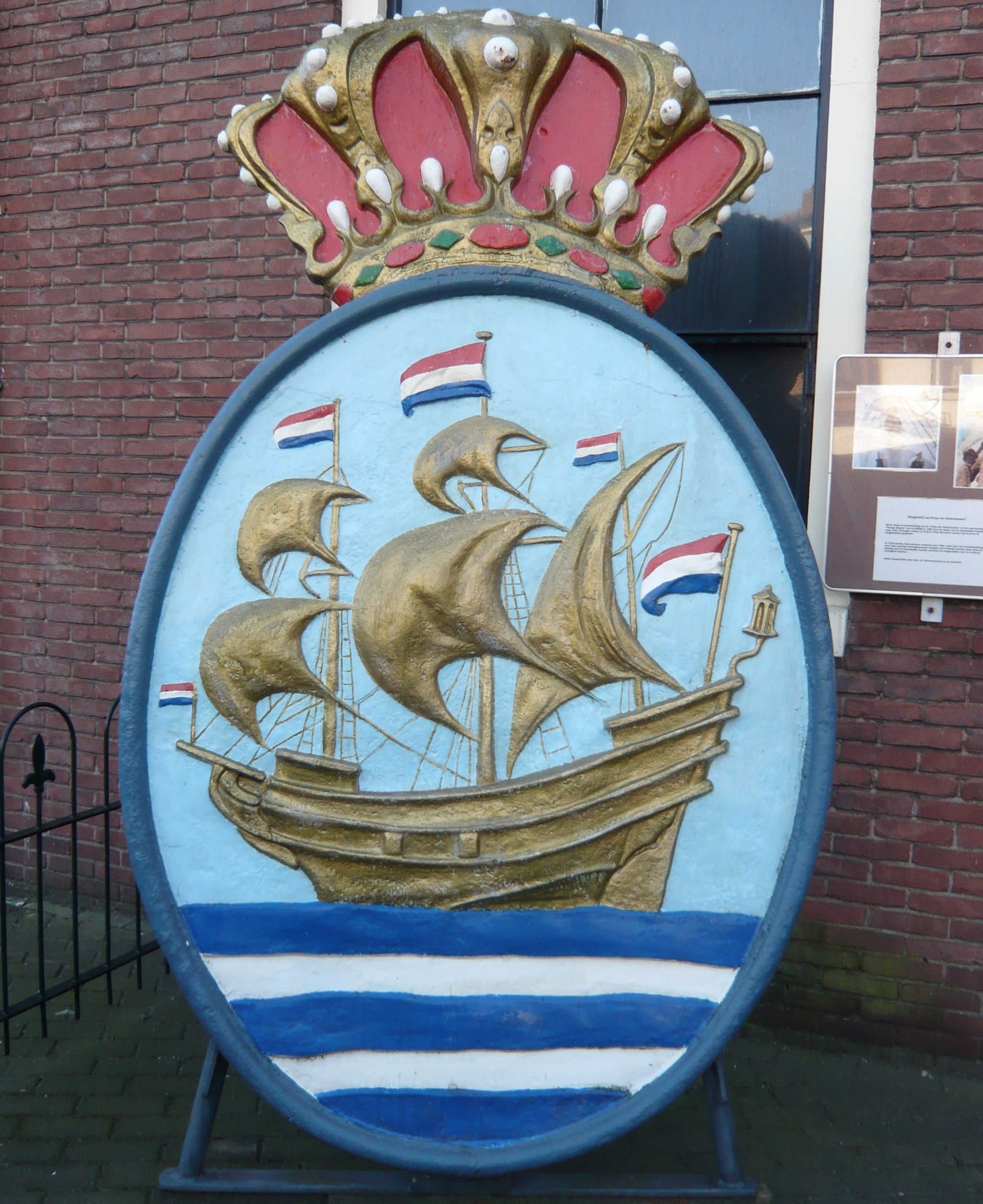
Het boegschild

Dit luxe passagiersschip werd onder bouwnummer 618 gebouwd door Machinefabriek en Scheepswerf van P. Smit Jr. N.V. in Rotterdam voor de Koninklijke Nederlandse Stoomboot-Maatschappij in Amsterdam. De tewaterlating vond plaats op 14 maart 1957 en de oplevering op 3 september 1957. Het interieur van dit schip, evenals dat van de Oranje Nassau, was een ontwerp van scheepsarchitect Johan van Tienhoven, dezelfde die in 1956 het interieur van de bewaard gebleven Kompaszaal op het Amsterdamse KNSM-eiland ontwierp. Op een reis van Amsterdam naar Kingstown liep het schip in 1966 bij Flores op een niet op de kaart aangemerkt obstakel en werd daarbij zwaar beschadigd. Het werd naar het dichtstbijzijnde dok in Horta gesleept en tijdelijk gerepareerd. In de tijd dat Suriname en de Nederlandse Antillen kolonies van Nederland waren, reisden duizenden militairen, alsmede bestuurders, zakenlieden en toeristen vanaf de Surinamekade in Amsterdam naar deze bestemmingen. In 1972 kwam een einde aan het vervoer per schip van de TRIS-militairen, waarna de laatste KNSM-passagiersschepen, de Prins der Nederlanden en de Oranje Nassau, in 1972 of 1973 werden verkocht. Onder een andere eigenaar en naam is het schip in 1984 tegen de kade in Havana gekapseisd, werd constructief total loss verklaard en ergens vóór 1993 gesloopt.

## Bouwjaar 1968
Deze hopperzuiger is onder bouwnummer 347 CO 573 gebouwd bij scheepswerf Gusto (IHC) te Schiedam voor rekening van Koninklijke Boskalis Westminster NV. De bedoeling was om het ‘WD Gateway’ te noemen, maar vanwege de geboorte van kroonprins Willem-Alexander werd de naam gewijzigd. Het was in die tijd de grootste sleephopperzuiger ter wereld. Het schip is uiteindelijk weer gesloopt in 2002.

## Bouwjaar 2004

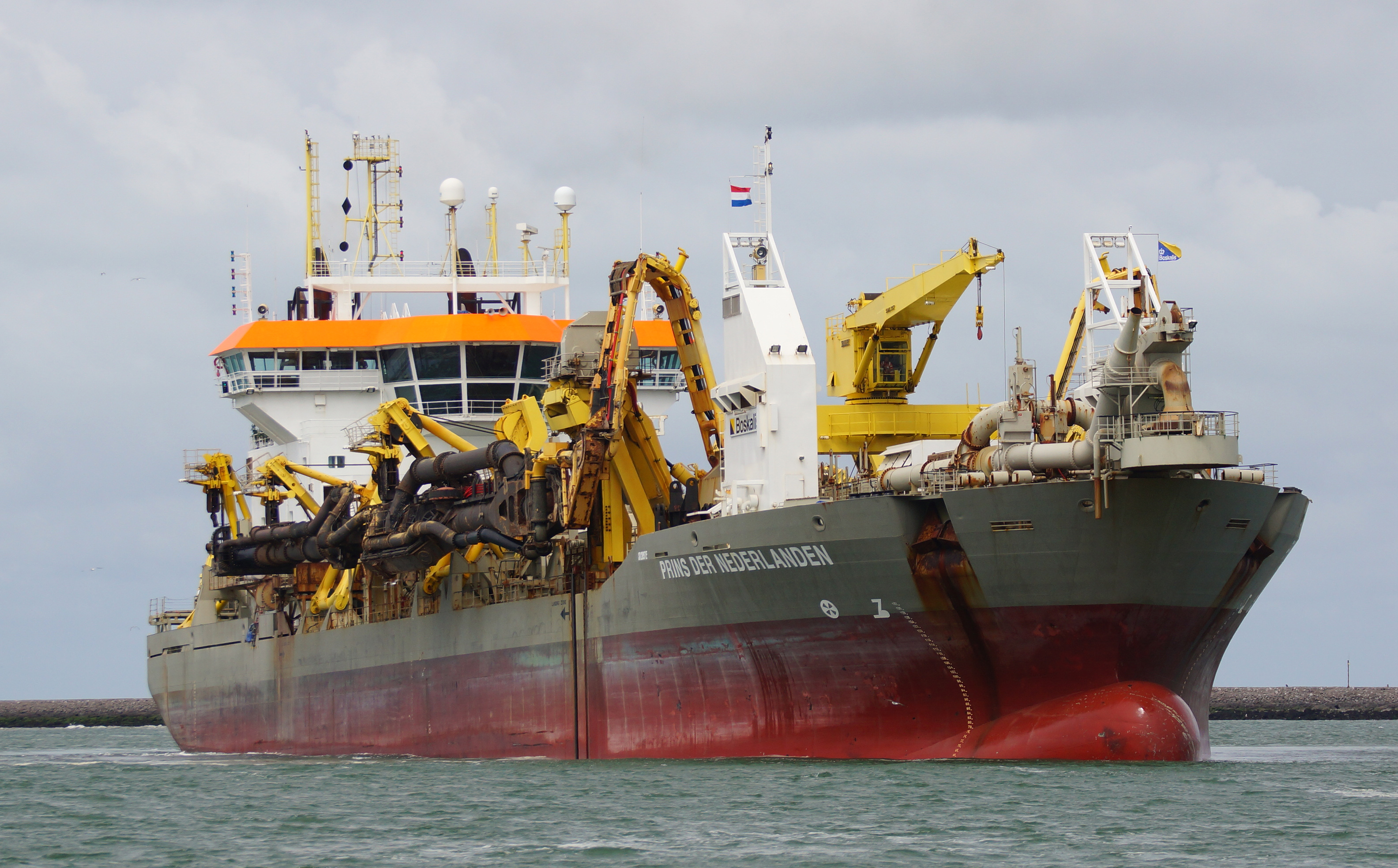
De Prins der Nederlanden (2004)

Merwede Shipyard BV in Hardinxveld-Giessendam leverde deze sleephopperzuiger met bouwnummer 695 op aan BW Marine Cyprus Limited in Limassol op Cyprus. Het is met IMO nummer 9263899 in de vaart. Het kreeg in 2018 een grote onderhoudsbeurt in Gdańsk. Statische en actuele scheepsinformatie op www.marinetraffic.com.